# Severin Blindenbacher
Severin Blindenbacher, född 15 mars 1983 i Zürich, Schweiz, är en schweizisk professionell ishockeyspelare som för närvarande spelar för ZSC Lions i NLA.
Blindenbacher representerade Färjestads BK i svenska Elitserien under säsongen 2009/2010, för vilka han producerade sammanlagt 19 poäng (varav 8 mål) på 48 spelade matcher. Han har även spelat för Texas Stars i AHL och Kloten Flyers i den schweiziska högstaligan Nationalliga A. Severin Blindenbacher är draftad av NHL- klubben Phoenix Coyotes i 2001 års NHL Entry Draft.